# Biddenden

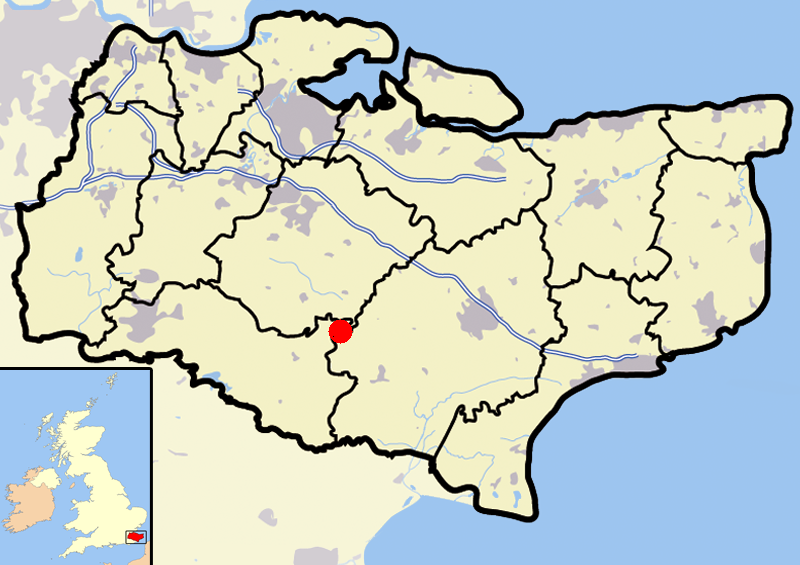
Lage in Kent

Biddenden ist ein Dorf und ein Civil Parish im Borough of Ashford der Grafschaft Kent, England. Der Ort hat rund 2.600 Einwohner.

## Geschichte
Biddenden liegt in der Tiefebene von Kent, etwa acht Kilometer nördlich von Tenterden und war ein Zentrum der Eisenverarbeitung und Bekleidungsindustrie. Während der Regentschaft von Eduard dem Dritten (1327–1377) siedelten flämische Kleidermacher im Gebiet um Biddenden. Die Landschaft ist ebenso bekannt für ihre Wein- und Apfelweinproduktion (Cider).

### Namensursprung
Der Name Biddenden ist abgeleitet aus dem Altenglischen und bedeutet übersetzt so viel wie Biddas Waldgebiet.

## Persönlichkeiten
- Um 1100 nach Christus wurden Mary und Eliza Chulkhurst, Siamesische Zwillinge, in Biddenden geboren, eine Darstellung der Geschwister ist heute das Wahrzeichen des Ortes.
- Am 21. Dezember 1821 wurde der Utah-Pionier John R. Winder in Biddenden geboren.
- Am 29. Mai 1951 starb der deutsche Komponist und Musikpädagoge Robert Kahn (* 21. Juli 1865 in Mannheim) im Exil in Biddenden.

## Sehenswürdigkeiten

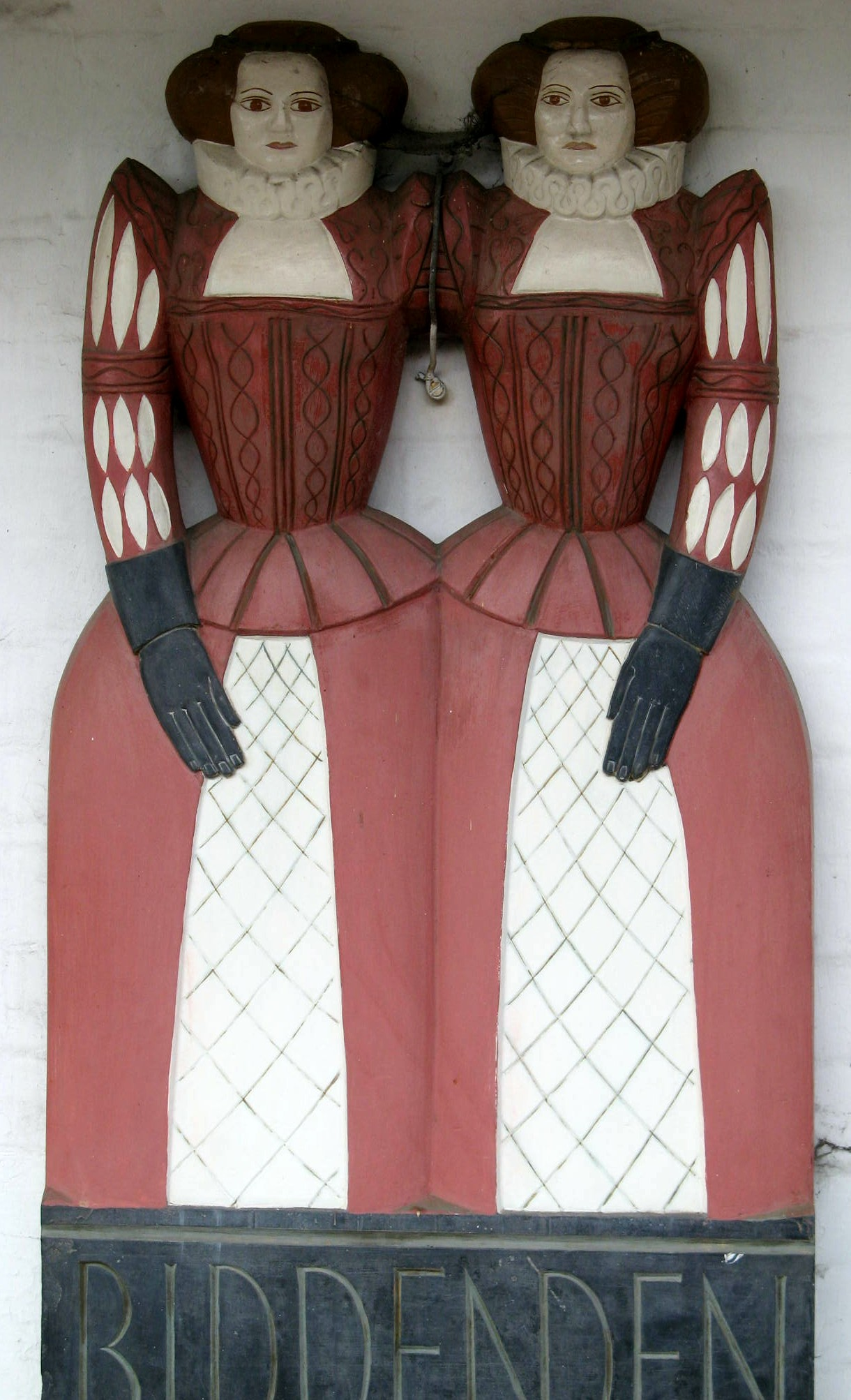
Darstellung der Siamesischen Zwillinge Mary und Eliza Chulkhurst

Die Anglican All Saint's Church, die Anglikanische Allheiligen-Kirche, ist eine gotische Kirche mit beiliegenden Friedhof, auf dem auch das Doppelgrab der Siamesischen Zwillinge Mary and Eliza Chulkhurst zu finden ist. Die Bänke der Kirche sind mit von Gemeindemitgliedern gestrickten Sitzkissen aufwändig ausgestattet,
wobei besonders die Kissen mit Motivreihen (bspw. Kreuzvariationen und Jahreszeiten) beachtenswert sind.
Im Eingangsbereich befinden sich gegenüberliegend zwei kunstvoll ausgeführte Fenster, die Vogelmotive zeigen ("All ye birds on the wing praise the LORD!" / "Alle Vögel unter dem Himmel preisen GOTT!").
Anschrift: Anglican All Saint's Church, 36 High Street, Biddenden.